# The Big Boss (film, 1971)
Pour les articles homonymes, voir The Big Boss.
Pour plus de détails, voir Fiche technique et Distribution.
The Big Boss ou Big Boss (titre original : 唐山 大兄, Tang shan da xiong, lit. « Le Grand frère de Tangshan ») est un film d'arts martiaux hongkongais écrit et réalisé par Lo Wei, produit par Raymond Chow et sorti en 1971. C'est le premier film majeur de Bruce Lee, bien qu'il fût pourtant écrit à l'origine pour l'acteur James Tien. Lee a reçu le premier rôle lorsque le réalisateur original du film, Ng Kar-seung, fut remplacé par Lo Wei. Le succès énorme de ce film fit du « petit dragon » une star dans toute l'Asie, puis dans le monde entier. Ce film est également le premier véritable film du genre arts martiaux classique d'où le succès.
Le film récolte des recettes de l'ordre de 50 millions US$ dans le monde, pour un petit budget de seulement 100 000 US$, soit environ 500 fois son investissement initial. Il devient le film hongkongais au plus gros succès jusqu'au film suivant de Lee, La Fureur de vaincre (1972).

## Synopsis
Cheng Chao-an (Bruce Lee), un jeune émigrant chinois part chercher du travail en Thaïlande. Il pratique le kung-fu mais a promis à sa mère de n'utiliser contre personne ses aptitudes au combat. Embauché dans une fabrique de glace, Cheng découvre peu de temps après que son usine sert de façade à de redoutables trafiquants de drogue qui n'hésitent pas à tuer leurs ouvriers et les curieux. Il rompra finalement sa promesse pour lutter seul contre les trafiquants et déjouer leurs agissements.

## Fiche technique
- Titre : The Big Boss
- Titre original : Tang shan da xiong
- Réalisation : Lo Wei, assisté de Chia-Hsiang Wu (non crédité)
- Scénario : Lo Wei et Ni Kuang (non crédité)
- Chorégraphie des combats : Han Ying-Chieh et Bruce Lee (non crédité)
- Musique : Wang Fu-Ling (version mandarin d'origine) et Joseph Koo (version cantonaise ). Pink Floyd : (courts extraits de Time / The Dark Side of the Moon,  à la 28e, 30e, 46e, 63e minutes de la version cantonaise).
- Production : Raymond Chow
- Société de production : Golden Harvest
- Pays d'origine :  Hong Kong
- Langues originales : mandarin et cantonais
- Genre : Arts-martiaux, action, drame, thriller
- Durée : 96 minutes
- Dates de sortie en salles : 
  -  Hong Kong : 3 octobre 1971
  -  Royaume-Uni : 12 janvier 1973
  -  États-Unis : mars 1973 (New York)
  -  France : 17 mai 1973
- Classification : 
  - France : initialement « interdit aux moins de 18 ans»[1], puis mention « tous publics »[2] (Certaines scènes peuvent heurter la sensibilité des plus jeunes).
- Affiche : Illustration Jean Mascii (2ème affiche française), Giuliano Nistri (Italie)

## Distribution
Légende : Doublage de 1973 (Copies René Chateau Vidéo) / Redoublage de 2002 (DVD Metropolitan Films)
- Bruce Lee (VF : Philippe Ogouz / Pierre Tessier) : Cheng Chao-an
- Maria Yi (VF : Jeanine Forney / Marie-Eugénie Maréchal) : Chow Mei
- James Tien (VF : Yves-Marie Maurin / Maurice Decoster) : Hsiu Chien (prononcé "Ho Su Kien")
- Han Ying-chieh (VF : Jean-Claude Michel / Pascal Renwick) : Hsiao Mi (Big Boss)
- Tony Liu (VF : Jean-Pierre Leroux / Christophe Lemoine) : Hsiao Chiun, le fils de Mi
- Malalene/Marilyn Bautista (VF : Claude Chantal / Deborah Perret) : Miss Sun Wuman, une prostituée
- Li Kun (VF : Serge Lhorca) : Ah-kun
- Shan Chin (VF : Roger Crouzet) : Ah-bi
- Lam Ching-Ying : Ah-lun
- Chen Hui-yi : Ah-chiang
- Chen Chao (VF : Claude Joseph) : le chef d'équipe
- Tu Chia-Cheng (VF : Henri Labussière / Yves Barsacq) : l'oncle
- Nora Miao : la vendeuse de boissons fraiches du stand ambulant (créditée Miao Ker Hsiu)

## Autour du film
Le scénario de The Big Boss est basé sur l'histoire véridique de Cheng Chao-an, chinois de la fin du XIXe siècle très populaire en Thaïlande pour y avoir défendu ses compatriotes immigrés. Quand la compagnie Golden Harvest réalisa ce film, elle était alors au bord de la faillite, c'est pourquoi elle décida de transposer cette histoire à l'époque contemporaine afin d'économiser décors et costumes.
Dans un article du Monde diplomatique, Daniel Paris-Clavel rapproche le scénario d'une grande partie des films d'arts martiaux chinois avec la notion de lutte des classes. Il considère Big Boss comme l'un des exemples les plus flagrants de ce rapprochement : « [De tous les films de Bruce Lee], c’est non seulement l’un des plus violents (Cheng y tue une douzaine de nervis puis un enfant est lui-même tué par les gangsters), mais aussi l’un des plus politiques. La censure ne s’y est d’ailleurs pas trompée. Aux États-Unis, la scène finale, où Cheng enfonce ses doigts dans le coûteux costume en soie de son patron, fut coupée, peut-être de crainte que les spectateurs ne sentent leurs mains les démanger en embauchant le lendemain… »

## Sortie et accueil

### Box-office
Sorti en salles en France le 17 mai 1973 et distribué initialement par Les Films La Boétie, société de distribution d'André Genovès, Big Boss démarre doucement à la 17e place du box-office la semaine de sa sortie avec 32 602 entrées. La semaine suivante, le film chute à la 21e place avec 24 561 entrées, pour un total de 57 163 entrées. Après avoir quitté le top 30 hebdomadaire à partir de sa troisième semaine, Big Boss refait brièvement son apparition la semaine du 20 au 26 juin 1973 à la 25e place avec un résultat de 18 762 entrées, pour un cumul de 120 483 entrées depuis sa sortie. René Chateau récupère les droits de diffusion du film et le diffuse à l'été 1974 à l'occasion du premier anniversaire de la mort de Bruce Lee et réapparaît de nouveau brièvement dans le top 30 hebdomadaire la semaine du 31 juillet au 6 août 1974 à la 30e place avec 14 036 entrées, pour un cumul de 445 982 entrées. La semaine du 1er au 7 janvier 1975, le film revient dans le top 30 et totalise 27 381 entrées, pour un total de 608 298 entrées entre sa sortie initiale et la ressortie. Le film connaît des ressorties entre 1976 et 1979, ce qui lui permet de passer le million de spectateurs, puis les 1,5 million d'entrées.
Avec les nombreuses ressorties, le cumul toutes exploitations atteignent les 2,5 millions d'entrées.